# دبیرمرغان
دبیرمرغان (به لاتین: Sagittariidae) یک خانواده از پرندگان شکاری با یک گونه زنده است - مرغ دبیر (نام علمی: Sagittarius serpentarius) بومی آفریقا است.
طبیعت‌شناسان آلمانی، اتو فینش و گوستاو هارتلاوب، نام آرایه را به عنوان یک زیرخانواده دبیرمرغیان (به لاتین: Sagittariinae) در سال ۱۸۷۰ ایجاد کردند. اگرچه واژه آنها تغیر پسینی از خانوادهٔ Gypogeranidae از نیکولاس ایلوارد ویگورس (۱۸۲۵) و Serpentariidae از سلیس لانگ‌چمپس (۱۸۴۲) بود، نام سرده دبیرمرغ Sagittarius (توصیف‌شده در ۱۷۸۳) بر Gypogeranus یوهان کارل ویلهلم ایلیگر، ۱۸۱۱ و Serpentarius کوویه، ۱۷۹۸ اولویت دارد.
یک سرده Pelargopappus از نهشته‌های میوسن در فرانسه شناخته شده است. سردهٔ Amanuensis از نهشته‌های میوسن در آفریقا شناخته شده است.